# Hamearis parvifulvior
Hamearis parvifulvior är en fjärilsart som beskrevs av Ruggero Verity och Querci 1923. Hamearis parvifulvior ingår i släktet Hamearis och familjen Riodinidae. Inga underarter finns listade i Catalogue of Life.